# Paralastor bischoffi
Paralastor bischoffi är en stekelart som beskrevs av Giordani Soika 1961. Paralastor bischoffi ingår i släktet Paralastor och familjen Eumenidae. Inga underarter finns listade i Catalogue of Life.